# Hòa tấu dương cầm

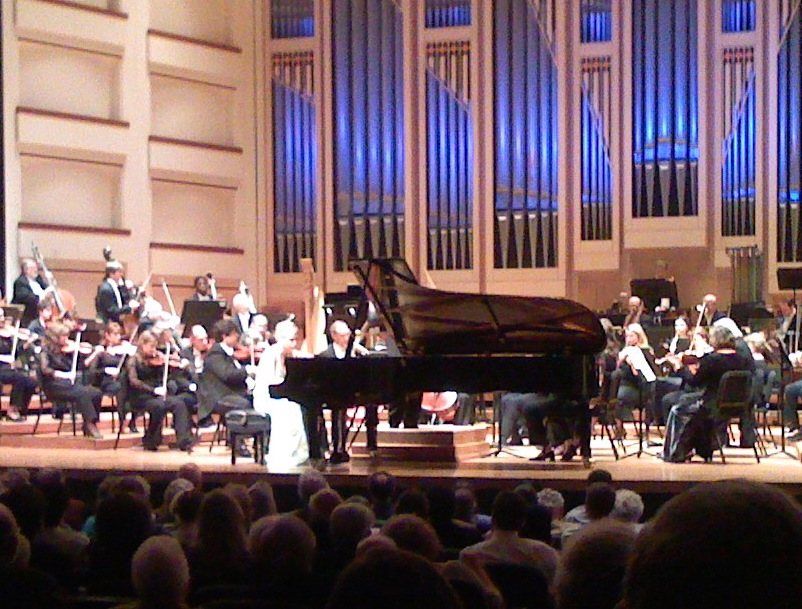
Hình ảnh một cuộc hòa tấu dương cầm.

Hòa tấu dương cầm là một thể loại nhạc hòa tấu, mà nhạc phẩm được thể hiện bằng dương cầm kết hợp với dàn nhạc. Thuật ngữ này trong tiếng Anh là piano concerto (IPA: /pɪˈænəʊ kənˈtʃɛətəʊ/) ("piano" là dương cầm, "concerto" là hòa tấu). Hiện nay, thể loại này thường được thể hiện bằng đại dương cầm cùng với dàn nhạc giao hưởng hiện đại; còn tác phẩm thuộc thể loại này có thể là nhạc hiện đại, nhưng thường là các tác phẩm nhạc cổ điển. Trong tiếng Việt, khái niệm này còn được gọi là hòa tấu piano hoặc nguyên từ tiếng Anh là piano concerto.
Vì dương cầm có nguồn gốc từ đàn cla-vơ-xanh (tiếng Anh là harpsichord), nên thuật ngữ "hòa tấu dương cầm" cũng dùng để chỉ thể loại hòa tấu đàn này, từ trước khi xuất hiện dương cầm vào cuối thế kỷ 18, vào thời kỳ nhạc Barôc, mà hiện nay được dương cầm biểu diễn, như các nhạc phẩm của J.S. Bach,  của J. Haydn và của W.A. Mozart. Ngoài ra, do dương cầm thuộc loại nhạc cụ bàn phím, nên một số quốc gia còn gọi là "keyboard concerto" (hoà tấu đàn bàn phím); trường hợp này cần phân biệt ba loại:
- Hoà tấu đàn harpsichord (Harpsichord concerto),
- Hoà tấu đại phong cầm (Organ concerto),
- Hoà tấu dương cầm (Piano concerto).

Hòa tấu dương cầm luôn đòi hỏi nghệ sĩ dương cầm có trình độ rất điêu luyện, kết hợp với hòa âm, phối khí phức tạp phối hợp giữa nhiều nghệ sĩ hoặc nhạc công sử dụng các loại nhạc cụ khác nhau. Đây là hình thức biểu diễn âm nhạc mang tính  tập thể rất cao, đòi hỏi mọi hoạt động của mỗi người tham gia đều phải được phối hợp ăn ý với nhau và thống nhất dưới chỉ huy của nhạc trưởng.

## Thành phần nhạc cụ

### Dương cầm

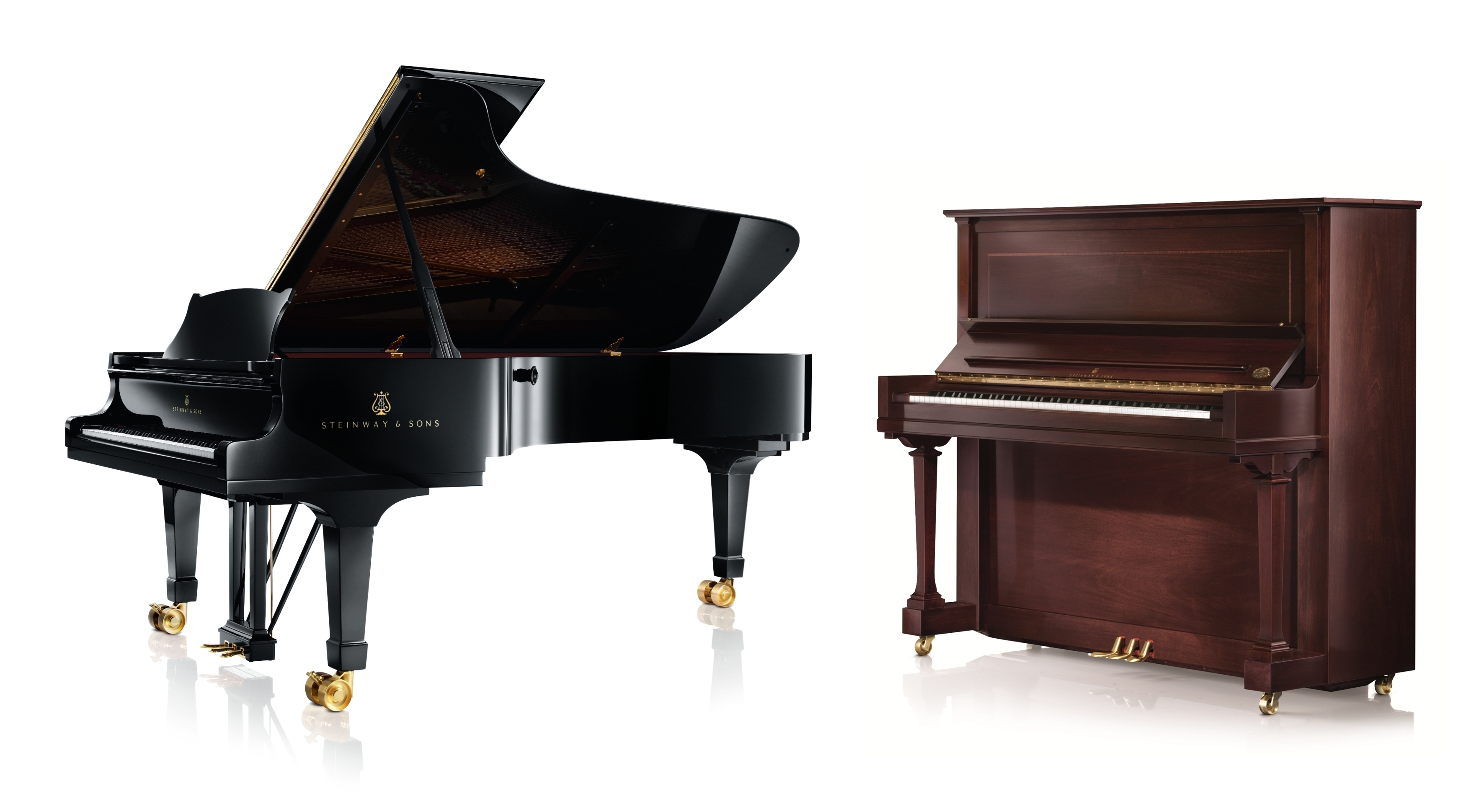
Đại dương cầm hay dương cầm nằm (ảnh trái) và tiểu dương cầm hay dương cầm đứng (ảnh phải).

Loại dương cầm sử dụng trong thể loại này thường là đại dương cầm (grand piano), rất ít khi là dương cầm đứng (upright piano) tuy nhỏ gọn nhưng khả năng biểu hiện kém hơn. Nói chung, mỗi nhạc phẩm thuộc thể loại này chỉ cần một dương cầm. Tuy nhiên, cũng có nhạc phẩm cho hai dương cầm song tấu cùng dàn nhạc (xem https://www.youtube.com/watch?v=2-VSj7bSsfo); trường hợp này gọi là hòa tấu hai dương cầm (piano duo concerto).

### Nhạc cụ khác
Các nhạc cụ khác thường bao gồm các nhạc cụ như của một dàn nhạc giao hưởng. Số loại và số lượng nhạc cụ do nhạc sĩ sáng tác hoặc nhạc trưởng quyết định, không có công thức cố định, nhưng nói chung gồm:
- Bộ dây có: vĩ cầm, viôla, xenlô, côngtrơbat
- Bộ đồng có các loại kèn đồng là trôngpet, trôngbôn, tuba, kèn Cor.
- Bộ gỗ có các loại sáo và kèn phát âm thanh nhờ dăm bằng: sáo (flute  và picolo), ôboa, cla-ri-net và pha-gốt.
- Bộ gõ có trống định âm và trống không định âm, kẻng tam giác.

### Sơ đồ bố trí chung

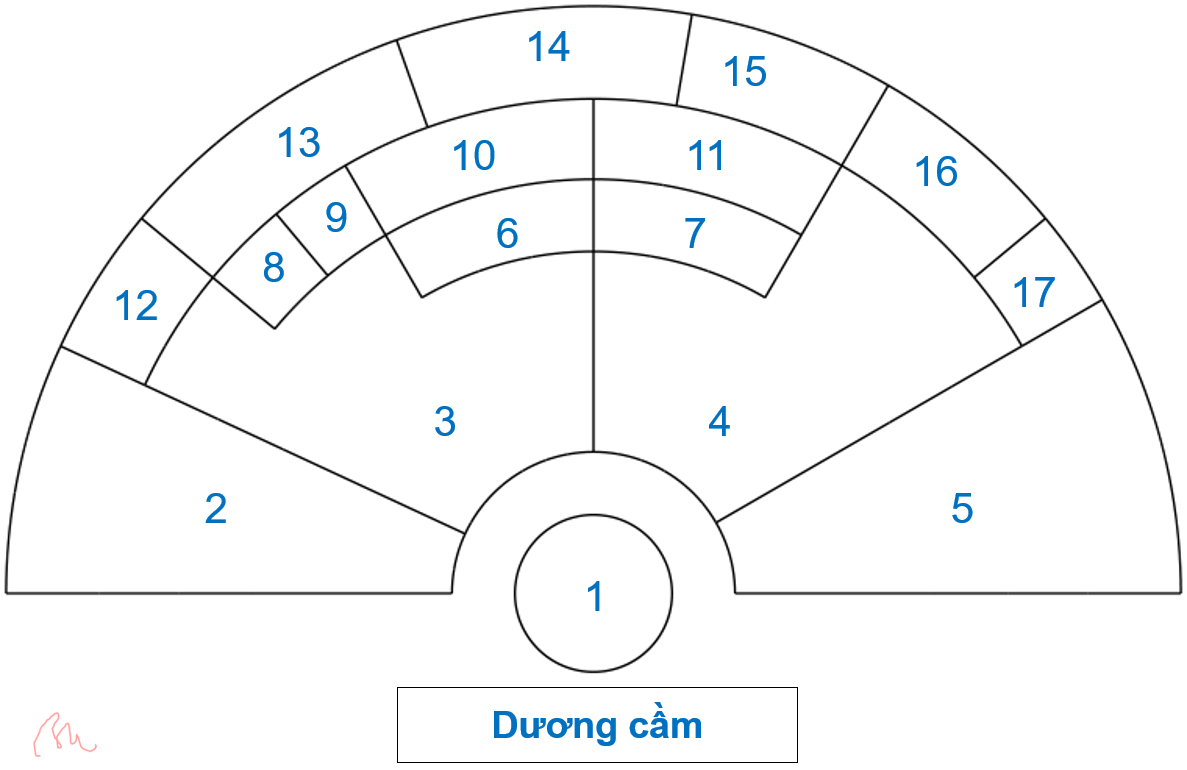
Sơ đồ bố trí có thể là: 1 = Nhạc trưởng. 2 = Vĩ cầm I. 3 = Vĩ cầm II. 4 = Viôla. 5 = Xenlô. 6 = Sáo. 7 = Ôboa. 8 = Clarinet. 9 = Phagôt. 10 = Co Pháp. 11 = trôngpet. 12 = Harpe (co thể không cần). 13 = Tuba. 14 = Trôngbôn. 15 = Sacxophon. 16 = Co Anh. 17 = Côngtrơbat.

- Dương cầm thường được bố trí ở phía trước (gần khán giả nhất), cạnh đó hoặc phía sau là nhạc trưởng. Còn dàn nhạc tạo thành hình vòng cung như bố trí của dàn nhạc giao hưởng hiện đại.
- Trong trường hợp nhạc trưởng đảm niệm thêm vai trò của nghệ sĩ dương cầm, thì dương cầm bố trí bên trái của khán giả, như Daniel Barenboim, Uchida Mitsuko, v.v. đã chỉ huy dàn nhạc từ chỗ ngồi trước bàn phím.
- Khi nhạc phẩm cần có hai dương cầm (piano duo concerto), thì các dương cầm này thường đặt "đối đầu" nhau, ít khi đặt song song nhau vì chiếm quá nhiều diện tích sân khấu.

Kiểu bố trí này không phải là bắt buộc và nói chung phản ánh truyền thống biểu diễn từ thời kì chưa có thiết bị khuếch đại và truyền âm vô tuyến như ngày nay.

## Tổng phổ

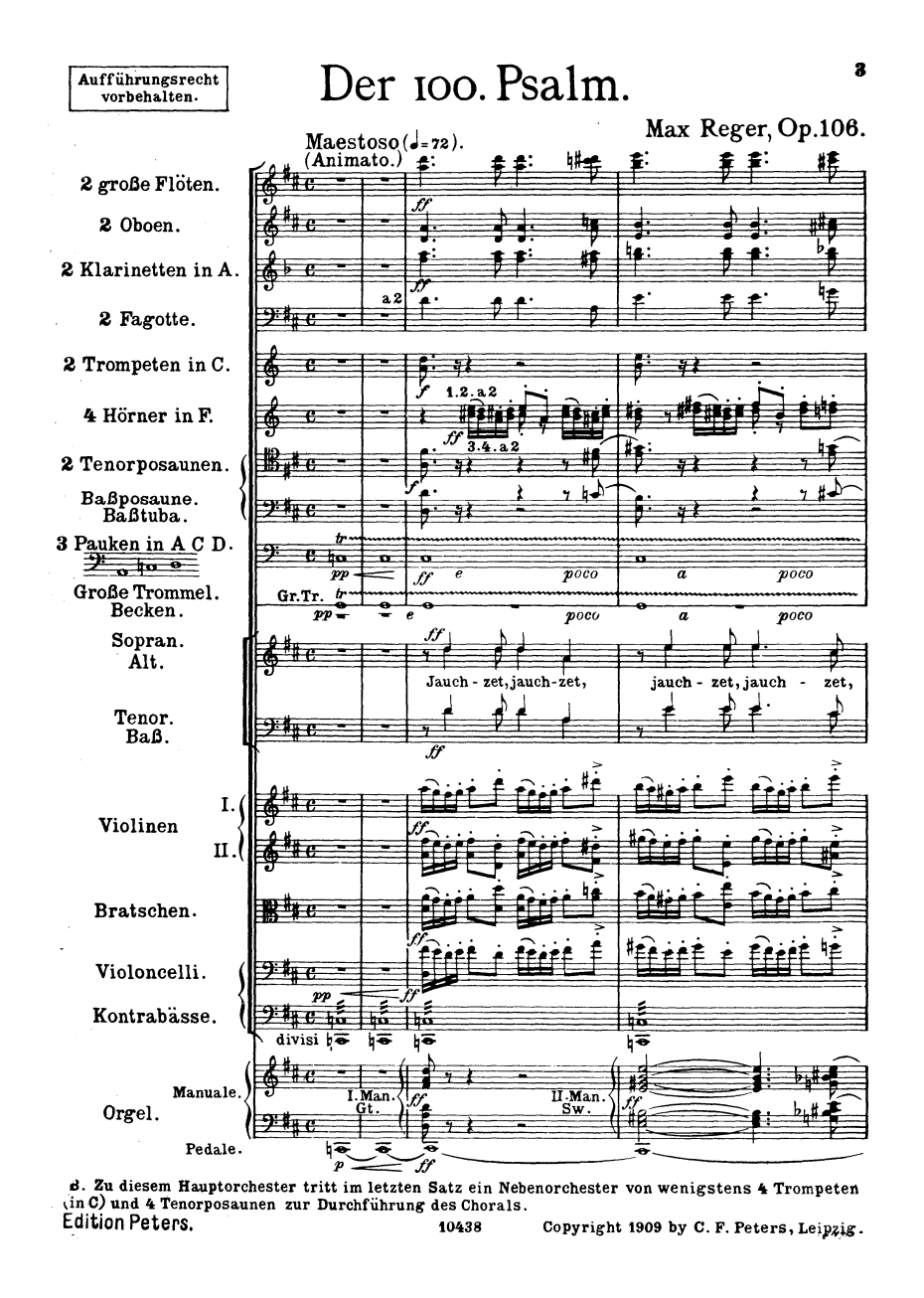
Minh họa một trang của tổng phổ đầy đủ cho một nhạc phẩm hòa tấu. Từ trên xuỗng dưới: khuông đầu cho sáo, khuông thứ hai cho ôboa, khuông ba cho clarinet giọng la, khuông bốn cho phagôt, v.v.

Một bản tổng phổ hòa tấu dương cầm luôn gồm ba loại:
- Loại tổng phổ cho riêng nghệ sĩ dương cầm, thường gọi đơn giản là "bản nhạc pianô", gồm các khuông nhạc kép, khuông trên thường cho tay phải thực hiện, còn khuông dưới do tay trái. Bản nhạc này thường chỉ dùng khi luyện tập, còn khi biểu diễn chính thức thì nghệ sĩ đã "nhập tâm" hoàn hảo, chơi đàn không cần nhìn nữa.
- Loại cho riêng mỗi nhạc công trong dàn nhạc, thực chất là bản nhạc riêng cho mỗi kiểu nhạc cụ; nói chung, có bao nhiêu nhạc công thì cần bây nhiêu bản, thường luôn để trước mặt nhạc công khi luyên tập cũng như khi biểu diễn chính thức, vì rất khó nhớ và khó theo dõi thời gian nghỉ và thời điểm cần tham gia biểu diễn.
- Loại cho riêng nhạc trưởng, dùng để chỉ huy biểu diễn nhạc phẩm. Loại này là tổng phổ đầy đủ, thường là một ấn phẩm gồm nhiều trang, mỗi trang gồm đầy đủ số khuông nhạc cho tất cả các loại nhạc cụ tham gia (từ 12-16 khuông hoặc hơn). Loại này thường để trên giá chỉ huy của nhạc trưởng; tuy nhiên, có nhạc trưởng không cần vì đã nắm vững toàn bộ tổng phổ của cả phần giai điệu lẫn phần đệm của các nghệ sĩ. Trong mỗi trang, thứ tự mỗi khuông (từ trên xuống dưới) là cố định trong toàn bộ ấn phẩm. Thứ tự này thường do nhạc sĩ sáng tác quyết định, nhưng có khi do nhà xuất bản đưa ra.

## Lược sử

### Thời kỳ cổ điển
- Những bản hòa tấu dương cầm sớm nhất được biết đến là những nhạc phẩm của Johann Christian Bach  vào khoảng năm 1770.[3]
- Sau đó, trong thời kỳ nhạc cổ điển, hình thức này nhanh chóng lan rộng và chiếm vị trí quan trọng trong âm nhạc khắp châu Âu, nhất là ở Đức và Áo. Giai đoạn này nổi bật là các tác phẩm đặc biệt của Mozart, cùng với các nhạc phẩm khác của Haydn, Carl Stamitz và Joseph Wölfl. Vào đầu thời kỳ Lãng mạn, nổi bật là các tác phẩm của Beethoven, Schumann, Mendelssohn, Chopin.
- Cuối thời kỳ này, sang giai đoạn cận đại, nổi bật là các bản hòa tấu của Edvard Grieg, Johannes Brahms, Camille Saint-Saëns, Franz Liszt, Pyotr Ilyich Tchaikovsky và Sergei Rachmaninoff.

### Thế kỉ XX tới nay.
Hình thức này vẫn còn tồn tại trong thế kỷ 20 đến thế kỷ 21, với các tác phẩm nổi bật của Leroy Anderson, Milton Babbitt, Samuel Barber, Béla Bartók. Sau đó là Benjamin Britten, George Gershwin, Alberto Ginastera, Aram Khachaturian, Witold Lutosławski, Gian Francesco Malipiero, Frank Martin, Bohuslav Martinů, Francis Poulenc, Sergei Prokofiev. Gần hơn có Maurice Ravel, Arnold Schoenberg, Dmitri Shostakovich, Igor Stravinsky,  Ralph Vaughan Williams, Heitor Villa-Lobos.